# Нападение на церковь в Нормандии
Теракт в церкви Святого Стефана в Сент-Этьен-дю-Рувре — теракт, совершённый 26 июля 2016 года в римско-католическом храме святого Стефана в городе Сент-Этьен-дю-Рувре, округа Руан, региона Нормандия во Франции двумя деятелями террористической организации Исламское государство.
Около 9:45 по местному времени двое вооружённых ножами боевиков взяли заложников в церкви в городе Сент-Этьенн-дю-Рувре во время утренней службы. В заложниках оказались пять человек, находившихся в тот момент в церкви, среди которых один священник, две монахини и два прихожанина. Ещё одна монахиня успела убежать и предупредить полицию. Нападавшие перерезали горло 85-летнему священнику Жаку Амелю, ещё один из заложников тяжело ранен. Нападавшие были застрелены полицией.
Это убийство произошло через несколько дней после серии других терактов, совершённых в Западной Европе, террористами Исламского Государства, в том числе, во Франции, теракт 14 июля в Ницце, и в Германии: в Вюрцбурге (18), Ансбахе и Ройтлингене (оба 24 июля). По словам Жана-Франсуа Колосимо, это было первое убийство священника во Франции со времён войны в Вандее.

## Преступники
Один из нападавших, убивший священника, — 19-летний мужчина арабского происхождения Адель Кермиш. Он уже был известен французской полиции. В 2015 году он дважды был задержан при попытке попасть через Турцию в Сирию по поддельным документам. После этого он находился под домашним арестом и в момент нападения в церкви носил электронный браслет.
Второй террорист — Абдель Малик Птижан, родившийся во Франции в 1994 году (хотя в первые часы после нападения подозревался 24-летний гражданин Алжира Сид Ахмед Глам).
По словам Кирилла Лазовского, жителя Руана, работающего гидом по Нормандии:

В Сент-Этьен-дю-Рувре, где произошла трагедия, мы туристов не возим. Там нормальному адекватному человеку делать нечего. Это эмигрантские кварталы, где живут мусульмане, выходцы из Северной Африки. Там находятся старые швейные фабрики, которые стали социальным жильём для эмигрантов из Магреба, например.
Это не сирийцы, не иракцы, не современные беженцы, которых стараются ассимилировать. Это люди, попавшие во Францию в 60-70х годах, которые считают себя обиженными, оскорблёнными, оторванными от жизни. И так несколько поколений. Большая ошибка была селить их вместе.
Главная проблема жителей таких кварталов — их подростки не заканчивают школы, не имеют высшего образования, сбиваются в стаи и живут по понятиям. Французы стараются в такие кварталы не попадать. Смертельной опасности нет, но можно лишиться сумки или машины.
Соответственно, такой молодёжью, которой нечем заняться, очень просто манипулировать. Чем и занимаются в местных мечетях, которые имеют огромное влияние на культурную жизнь. Мои друзья-мусульмане рассказывают, что в мечетях по-настоящему разжигают ненависть, деформируют реальность, и все это далеко от Корана на самом деле.

## Реакция
Президент Франции Франсуа Олланд и министр внутренних дел Бернар Казнёв к полудню того же дня уже прибыли на место теракта. Президент назвал произошедшее «подлым террористическим актом» и заявил, что двое нападавших называли себя представителями террористической группировки «Исламское государство» и снова заверил граждан в том, что Франция будет «всеми средствами» вести войну с ИГ.
Глава «Национального фронта» Франции Марин Ле Пен и бывший президент Франции Николя Саркози подвергли резкой критике действующую французскую власть. В частности, Ле Пен настаивает на необходимости принятия жёстких мер в отношении лиц, фигурирующих в так называемом «списке S» — базе данных французских спецслужб, куда вносятся все подозреваемые в террористической деятельности и угрозе национальной безопасности.
Ватикан назвал нападение «варварским убийством». Также глава службы печати Святого престола Федерико Ломбарди заявил следующее: «Папа римский Франциск осудил захват заложников в церкви Сент-Этьен-дю-Рувре во Франции и молится за погибших и пострадавших при этом нападении».
Теракт осудил и имам местной мечети и председатель Регионального совета мусульман Верхней Нормандии Мухаммед Карабила. Он сказал, что «потрясен убийством своего друга», католического священника Жака Амеля.
После убийства священника при нападении на церковь во Франции многие пользователи соцсетей в знак солидарности и сочувствия запустили #JeSuisPretre («Я священник»), #JeSuisChretien («Я христианин») и #JeSuisCatholique («Я католик»). Многие публикуют изображения Христа и Богоматери.